# Landing oldal
A landing oldal egy weboldal olyan oldala, ahol általában egy űrlap segítségével információt szeretnénk begyűjteni a látogatótól. Ez az az oldal, ahová a látogató „landol”, miután rákattintott egy hirdetésre, egy e-mailben található linkre, egy Facebookon megosztott ajánlóra, vagy bármi másra. A landing oldalon a látogató általában egyéb tartalmak mellett egy űrlappal is találkozik, aminek kitöltésével igénybe tudja venni az ott felkínált lehetőséget. pl. feliratkozhat a hírlevélre, letölthet egy tanulmányt, ajánlatot kérhet, vagy vásárolhat. Miután a megfelelő adatokkal kitöltötte az űrlapot, a látogató az adataival együtt (pl. az ajánlatkérés adataival) bekerül a cég adatbázisába, vagy egyszerűbb esetben kap róla a cég egy e-mailt.
A landing oldalak készítésével a különböző látogatói szegmenseket egészen testre szabott tartalommal, képekkel, üzenetekkel lehet megcélozni. Az így felkínált releváns, értékes és az igényeknek megfelelő tartalomnak köszönhetően a látogatók jelentős részét leaddé vagy vásárlóvá lehet konvertálni.
A cégek ma már gyakran alkalmazzák az e-mail marketing, a közösségi média, a kattintás alapú hirdetések (pl. Google AdWords) és más hasonló eszközök nyújtotta lehetőségeket, mégis sokszor nem megfelelő landing oldalakat használnak az eredmények learatására. A nem megfelelő landing oldalak alkalmazása majdnem egyenlő azzal, mintha a kukába hajítanánk a potenciális leadeket.
Ha a látogatókat jól célzott landing oldalakra küldjük, akkor nagyon nagymértékben meg tudja növelni annak az esélyét, hogy a látogatók elérik a kitűzött konverziós célt, például ajánlatot kérnek. A jól célzott landing oldalak használata a feltétlen szükséges legrövidebbre szabja a konverzióig vezető utat és elejét veszi annak, hogy a látogatók csak úgy bóklásszanak a honlapon az eredeti cél pl. ajánlatkérés után kutatva.
A marketinges feladata az, hogy a megfelelő pillanatban eljuttassa a megfelelő emberhez a megfelelő információt, ez pedig nem más, mint hogy ismerve az érdeklődő igényét egy a célhoz passzoló landing oldalra irányítja.

#### Landing oldal készítésénél az alábbiakra kell figyelni
1. az oldalnak 1 célja legyen (jellemzően ez az értékesítés, vagy akár a feliratkoztatás, érdeklődőszerzés)
2. legyen meghatározott közönsége, akihez szól: az ő problémájukra nyújtson megoldást
3. legyenek rajta meggyőző elemek, amik a vásárlás felé terelik az olvasót: ez lehet vevővélemény, tapasztalatok
4. érdemes tenni rá gyakori kérdéseket is, amivel eloszlatjuk a felmerülő kételyeket
5. nagyon fontosak a képi elemek, vagy akár videós információ is
6. a legfontosabb, hogy legyen rajta - akár több helyen is - CTA (call to action), azaz gomb, amit megnyom a vásárláshoz. Ez jellemzően egy KÉREM, vagy MEGVÁSÁROLOM gomb. Enélkül nem ér semmit az egész.

#### A landing oldal készítése[1]
1. készülhet a weboldalunk egy önálló oldalára, ahol nincs menüelem (ne tudjon máshova elnavigálni a látogató)
2. készülhet kifejezetten landing page készítő szoftverrel is, mint pl. Leadpages, Mobirise. Ezeket azonban még külön publikálni kell, azaz fel kell töltenünk a szerverünkre, hogy láthatóvá váljon.